# Pseudoclita prosantes
Pseudoclita prosantes är en fjärilsart som beskrevs av Bradley 1957. Pseudoclita prosantes ingår i släktet Pseudoclita och familjen vecklare. Inga underarter finns listade i Catalogue of Life.